# James Jamieson
James Gerard Jamieson, baron Jamieson, est un homme politique conservateur britannique et pair à vie. Il est membre de la Chambre des lords, 

## Biographie
Jamieson vit dans le Bedfordshire depuis le milieu des années 1980. Il étudie à l'Université de Sheffield et obtient en 1986 une maîtrise en ingénierie des procédés de matériaux. Il est membre et ancien dirigeant du Conseil central du Bedfordshire et ancien président de la Local Government Association,.
Jamieson est nommé Officier de l'Ordre de l'Empire britannique (OBE) lors des honneurs du Nouvel An 2022 pour services rendus au gouvernement local. Il est nommé pair à vie par le Premier ministre Rishi Sunak et le 11 mars 2024, il est créé baron Jamieson, de Maulden dans le comté de Bedfordshire.